# Iêmen do Norte nos Jogos Olímpicos de Verão de 1988
O Iêmen do Norte competiu nos Jogos Olímpicos de Verão de 1988, realizados em Seul, na Coreia do Sul. Essa foi a única vez que o país participou das Olimpíadas antes de se unir ao Iêmen do Sul para formar uma única nação, conhecida simplesmente como Iêmen.

## Desempenho

### Atletismo
Masculino
| Atleta            | Prova  | Elims.   | Elims.     | Quartas     | Quartas     | Semifinal   | Semifinal   | Final       | Final       |
| Atleta            | Prova  | Res.     | Pos.       | Res.        | Pos.        | Res.        | Pos.        | Res.        | Pos.        |
| ----------------- | ------ | -------- | ---------- | ----------- | ----------- | ----------- | ----------- | ----------- | ----------- |
| Fahmi Abdul Wahab | 800m   | 1:55.24  | 6º/bat. 6  | Não avançou | Não avançou | Não avançou | Não avançou | Não avançou | Não avançou |
| Awad Saleh Ahmed  | 1500m  | 4:03.86  | 14º/bat. 3 |             |             | Não avançou | Não avançou | Não avançou | Não avançou |
| Anwar Al-Harazi   | 5000m  | 14:49.25 | 16º/bat. 2 |             |             | Não avançou | Não avançou | Não avançou | Não avançou |
| Abdul Karim Daoud | 10000m | 32:33.04 | 21º/bat. 1 |             |             |             |             | Não avançou | Não avançou |

### Judô
Masculino
| Atleta          | Categoria | Pos. |
| --------------- | --------- | ---- |
| Mohamed Kohsrof | -60kg     | 35º  |
| Mohamed Moslih  | -71kg     | 19º  |

- Nota: O livro oficial e o site SportsReference.com, usados como referência neste artigo, não trazem os resultados detalhados da competição.

### Lutas
| Atleta             | Evento                | Primeira fase                                                               | Fase final             |
| Atleta             | Evento                | Adversários e resultados                                                    | Adversário e resultado |
| ------------------ | --------------------- | --------------------------------------------------------------------------- | ---------------------- |
| Abdullah Al-Shamsi | Greco-romana até 68kg | JPN Yasuhiro Okubo D TF NOR Morten Brekke D ST Eliminado após duas derrotas | Não avançou            |
| Abdullah Al-Ghrbi  | Livre até 74kg        | FIN Pekka Rauhala D TF FRA Bruno Beudet D ST Eliminado após duas derrotas   | Não avançou            |